# Lasioglossum novascotiae
Lasioglossum novascotiae là một loài Hymenoptera trong họ Halictidae. Loài này được Mitchell mô tả khoa học năm 1960.